# Attilio Mercalli
Attilio Mercalli (Novara, 6 ottobre 1955) è un dirigente sportivo e giornalista italiano.

## Biografia
Mercalli è stato arbitro di pallavolo dal 1973 ed ha arbitrato in serie A dal 1988 al 2001, in gioventù ha giocato per la Elettromeccanica Verbano Novara. 296 gare dirette nella massima serie comprese 25 gare di livello internazionale. Dal 1997 al 2002 anche arbitro di beach volley; attualmente riveste il ruolo di Direttore di Competizione e Supervisore Tecnico nel settore beach. Al suo attivo 5 tappe di World Tour (3 Milano 2003-04-05 e 1 Modena 2006 nel femminile e 1 Roseto degli Abruzzi maschile 2006), 1 Torneo Challenger FIVB 2005 a Alba Adriatica 1 Torneo Satellite FIVB 2005 Vasto.
Giornalista pubblicista iscritto all'Albo dal 1985, dal 2001 si occupa delle pagine del volley per il Corriere di Novara.
Per il volley è stato inviato in 3 Mondiali (2 maschili 1986 Francia e 2010 Italia + 2010 Giappone femminile) e alle Qualificazioni olimpiche femminili di Tokyo 2016, 3 Europei femminili (Italia 1999, Polonia 2009, Serbia 2011). Si occupa anche di Vela (presente a 4 America's Cup, S.Diego 1992-Auckland NZL 2000 e 2003-Valencia 2007).
Ha collaborato alla stesura del libro "Per fare il Grinder non ci vuole solo l'intelligenza" Ed. SGP 2000 sull'America's Cup e il grinder di Luna Rossa, il novarese Massimo Galli.
È stato prima firma del volume "40 anni, una storia che continua" edito dal Comitato Prov.le Fipav di Novara dedicato alla storia del volley novarese dagli albori ai giorni nostri.
In gioventù ha praticato calcio (ruolo attaccante Novara Calcio Primavera 1973-74) ed atletica leggera nella Libertas Doppieri Novara e Aeronautica Militare (100 m 10"8 - lungo 7,45 -1976). È stato campione italiano studentesco (Vicenza 1974) salto in lungo 7,07, terzo ai Campionati Italiani Juniores Torino 1974 (7,09), vice campione italiano libertas staffetta 4x100 allievi, Ancona 1971, e più volte Campione Regionale Piemontese di lungo e triplo. Insignito nel 2000 della Stella di bronzo al merito sportivo del Coni e nel 2015 di quella d'argento